# Isodictya multiformis
Isodictya multiformis är en svampdjursart som först beskrevs av Stephens 1915.  Isodictya multiformis ingår i släktet Isodictya och familjen Isodictyidae. Inga underarter finns listade i Catalogue of Life.